# Oberea balineae
Oberea balineae là một loài bọ cánh cứng trong họ Cerambycidae.